# Societat la Parra
La Societat la Parra és un edifici del municipi d'Avinyonet del Penedès (Alt Penedès) protegit com a bé cultural d'interès local.

## Descripció
És un edifici de planta rectangular, coberta amb encavallada de fusta i teulada a dues vessants. A l'interior es conserva la sala de ball amb boca d'escenari, i el cafè. La façana principal té composició simètrica, amb un portal central i finestres amb llinda a banda i banda i d'arc de mig punt a la part superior. Significat social.